# Motoo Tatsuhara
Motoo Tatsuhara (jap. 立原 元夫 Tatsuhara Motoo; ur. 14 stycznia 1913 w Tokio, zm. 1984) – japoński piłkarz, reprezentant kraju.

## Kariera klubowa
Jako piłkarz grał w klubie Waseda WMW.

## Kariera reprezentacyjna
Karierę reprezentacyjną rozpoczął w 1934, a zakończył w 1936 roku. W sumie w reprezentacji wystąpił w czterech spotkaniach. Został powołany do kadry na Igrzyska Olimpijskie 1936.

## Statystyki
| Reprezentacja Japonii | Reprezentacja Japonii | Reprezentacja Japonii |
| Rok                   | Mecze                 | Gole                  |
| --------------------- | --------------------- | --------------------- |
| 1934                  | 2                     | 0                     |
| 1935                  | 0                     | 0                     |
| 1936                  | 2                     | 0                     |
| Razem                 | 4                     | 0                     |